# 悲しみの歌
『悲しみの歌』（かなしみのうた）は、遠藤周作の小説。1977年（昭和52年）に新潮社より刊行された。
米軍捕虜の生体解剖実験で戦犯になった経験のある医師、それを追い詰める新聞記者、あらゆる人間を愛するフランス人などの登場人物が、東京の新宿を舞台にストーリーを展開する。

## あらすじ
過去に米軍捕虜を生体解剖した医師、勝呂はすでに刑期を終え、自分の医局のあった博多を離れ、新宿で開業医をしていた。勝呂は過去の業に囚われ、人生に目的も持たず、家族も持たず、ただ寂れた医院でやってくる患者の相手をしていた。あるとき、優しいフランス人のガストンが、どうしても見過ごせずに連れてきたナベさんと言う身寄りの無い老人を診療する。すでに末期がんであり、痛み止めをひたすら打つだけの終末医療に、ナベさんは感謝しながら安楽死を勝呂に願う。度重なる願いと絶望的な苦痛に悶え続けるナベさんを前に、勝呂はだましだましの治療をすることに耐え切れず、苦痛からの唯一の解放手段である安楽死を与える。ナベさんは感謝しながら死ぬ。
ある日、勝呂の過去を知り嗅ぎまわっていた新聞記者が、安楽死を嗅ぎつける。記者は今回の安楽死も生体実験に違いないと決めつけて勝呂に迫る。勝呂は理解されない絶望的な気分を感じ、過去の罪の後ただ無目的に寂しく生きてきた人生に自ら幕を引く。
最後に、勝呂の医院でその死を知り泣いていたガストンを記者が見つける。面識のない記者は、勝呂の死を悲しむガストンを見て「彼は戦争中に捕虜を医学の進歩と称して、生体実験をし…殺しているんだ」「だから、死んだんだ、しぬより仕方がなかったんだ」「俺は彼を…過去のことに平然としていたから…批判したんだ」と言い訳する。ガストンは記者の言葉に何も批判せず「そうです。ほんとに、あの人、いい人でした」「ほんとに、あの人、かなしかった。かなしい人でした」「あの人、今、天国にいます。天国であの人のなみだ、だれかが、ふいていますです。」と答える。

## 登場人物
勝呂医師
『海と毒薬』の主人公であり、この小説においても中心的な人物。設定は『海と毒薬』の後になっており、勝呂は既に刑期を終えて社会復帰している。新宿で寂れた開業医をしており、技術は悪くは無いがぶっきらぼうな医師として周囲に認識されている。過去を引きずり、虚無的に家族も持たず日々を生きていた。人工妊娠中絶を隠れて希望する患者の受診が多く、勝呂は本心では自分と患者の行為を憎みつつも過去の業を背負う人間の役目かのように殺人をこなしていく。ガストン・ボナパルトの性格を好意的に捉えており、彼の連れてくる末期癌の患者であるナベさんに終末治療を施す。ナベさんに安楽死を乞われ続けて当初は断っていたが、絶望的な苦しみから救うために祭りの日に穏やかな死を与える。新聞記者の折戸に過去とその安楽死を嗅ぎつけられ、追い詰められる。
ガストン・ボナパルト
人の良いフランスの白人青年。日本に住んでいる。他人が困っていると助けずにはおれず、様々な失敗を繰り返している。身寄りの無い末期がん患者のナベさんを見捨てることが出来ず、大した面識も無いのに勝呂に治療を願う。
矢野教授
教育評論をする大学教授だが、メディアでの進歩的なコメントとは裏腹に家庭では横柄に振る舞い、自分の娘であるハナ子にも反発される。普段は威厳や世間体を非常に気にするが、週に一度若者の格好をしゴーゴーバーに出かけるという隠れた趣味を持っている。
ハナ子
矢野教授の娘。父に反発しつつも真面目に生きていたが、父の「趣味」を目撃したショックから山崎や林とつるむようになり、その挙げ句に妊娠をする。その後中絶を頼むため勝呂のもとを訪れる。
折戸
若手新聞記者。マスコミ的な浅はかな正義を振りかざし他人を断罪したがり、勝呂の過去とナベさんを安楽死させたことを嗅ぎつけ追い詰める。
山崎、林
矢野教授の授業で落第した事を根に持つ大学生。戦後の享楽的な風潮を代表したような人間で自己中心的な性格で、矢野の娘ハナ子を意図的に転落させる。